# Mark Ossipowitsch Reisen

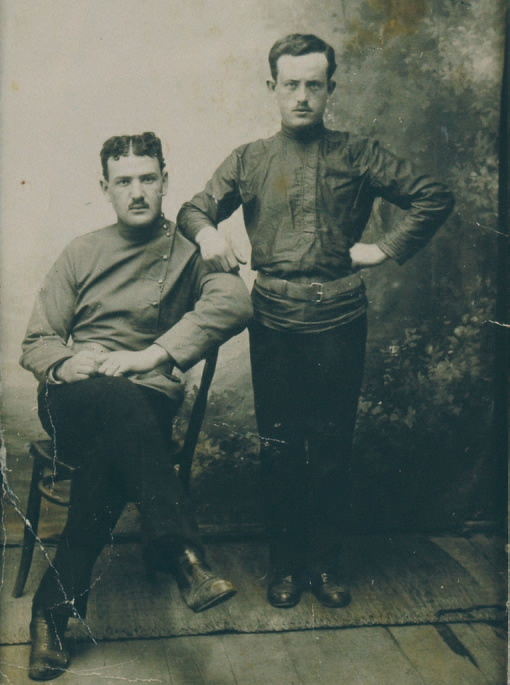
Mark Ossipowitsch Reisen (links), 1915

Mark Ossipowitsch Reisen (russisch Марк Осипович Рейзен; * 21. Junijul. / 3. Juli 1895greg. in Saizewo, Gouvernement Jekaterinoslaw, Russisches Kaiserreich; † 25. November 1992 in Moskau, Russland) war ein sowjetischer Opernsänger (Bass).

## Leben
Reisens Vater arbeitete in einer Kohlenmine. Reisen wollte zunächst Ingenieur werden, wurde aber während seiner Schulzeit in Charkow auch ermutigt, Gesang zu studieren. 1921 debütierte er an der Oper Charkow als Pimen in Boris Godunow. 1925 debütierte er am GATOB in Leningrad, 1928 am Bolschoi-Theater in Moskau. Ab 1930 gab er in Europa und den Vereinigten Staaten zahlreiche Gastspiele. Der hochgewachsene, gutaussehende Interpret erlangte schnell internationale Bekanntheit und wurde weltweit als Nachfolger Fjodor Schaljapins gefeiert. Nach dem Zweiten Weltkrieg trat er vor allem auf heimischen Bühnen auf, bis 1964 war er Stammmitglied des Bolschoi-Ensembles. 1965–1970 lehrte er am Moskauer Konservatorium, 1967 wurde er dort zum Professor ernannt.
Reisens ungewöhnlich breite, ausdrucksmäßig etwas statische Stimme erklang noch im Alter von 90 Jahren mit Wucht und Virtuosität.

## Diskografie
- Chowanschtschina (als Dossifei): 1946, 1951; 1959 verfilmt Chowanschtschina
- Boris Godunow (Titelpartie): 1948
- Eugen Onegin (als Fürst Gremin): 1948
- Fürst Igor (als Kontschak): 1950
- Sadko (als Wikinger): 1952